# 托德·梅特兰
托德·梅特兰（英語：Tod A. Maitland，1957年—）英国音频工程师。他获得过3次奥斯卡最佳音响效果奖提名。自1978年起，梅特兰参与制作了80多部电影。

## 部分影视作品
- 生于七月四日 (1989)[1]
- 刺杀肯尼迪 (1991)[2]
- 奔腾年代 (2003)[3]
- 犯罪生活（英语：Life of Crime (film)） (2014)